# Púpos horgászhal
A púpos horgászhal (Melanocetus johnsonii) a csontos halak (Osteichthyes) főosztályának sugarasúszójú halak (Actinopterygii) osztályába, ezen belül a horgászhalalakúak (Lophiiformes) rendjébe és a Melanocetidae családjába tartozó faj.
A Melanocetus halnem típusfaja.

## Előfordulása
A púpos horgászhal mindegyik óceán trópusi és mérsékelt övi részén megtalálható. Ezen kívül még fellelhető a Dél-kínai-tengerben és a Kelet-kínai-tengerben is.

## Megjelenése
A hal nősténye 18-20 centiméter, a hímje pedig csak 2,9 centiméter hosszú. Pikkelyei kúp alakúak és áttetszők; tövük kerek, hegyük a farok felé mutat. Pofája nem hegyes, és egyáltalán nem nyúlik kifelé. A horgászhal elnevezést azért kapta, mert a fejük elején egy speciális nyúlvány található, amelynek segítségével tudja csapdába csalni áldozatát.

## Életmódja
A púpos horgászhal mélytengeri halfaj, amely 100-4500 méteres mélységig megtalálható, de többnyire a 100-1500 méteres mélységben tartózkodik. A hím jóval kisebb a nősténynél, azonban nem élősködik a nőstényen, ahogy azt egyéb horgászhalfajok teszik. Ez az állat ragadozó és képes felfalni nála jóval nagyobb zsákmányt is, például a 6,6 centiméter hosszú NMNZ P 14537 nevű kifogott példányban, egy 24 centiméteres Chauliodus-fajt találtak.

## Szaporodása
Ez a hal ikrákkal szaporodik. Az ikrák egy zselatinos csomóban ülnek, amely szabadon úszik. A kikelt lárvák a planktonnal vándorolnak, körülbelül 100 méteres mélységben.

## Felhasználása
A púpos horgászhalnak nincs halászati értéke. Az emberre nézve ártalmatlan.

## Galéria

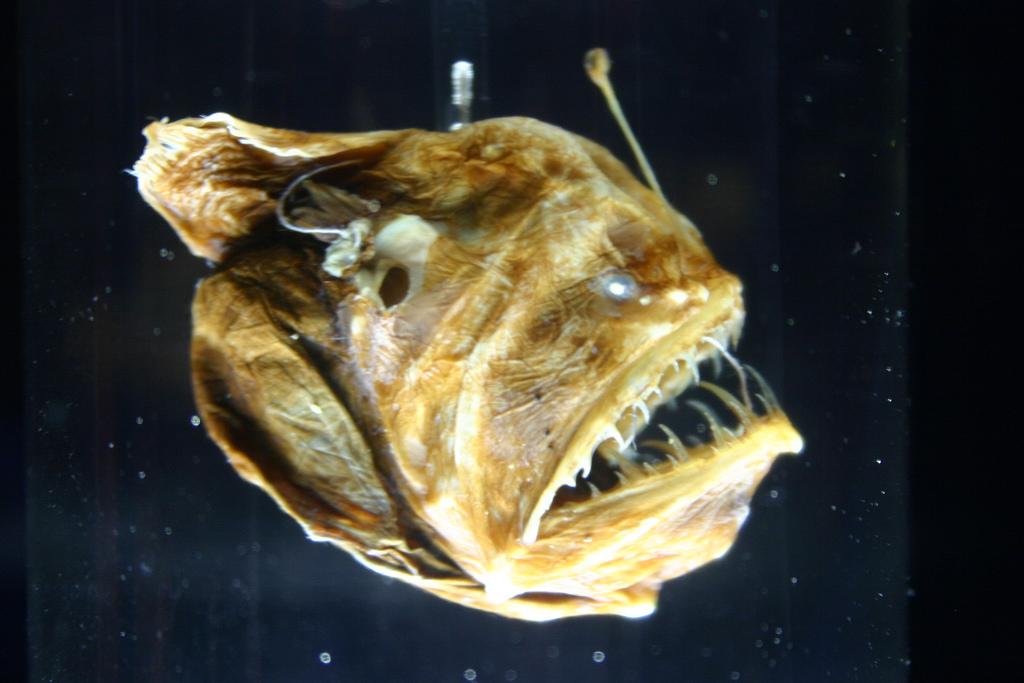
Melanocetus johnsonii
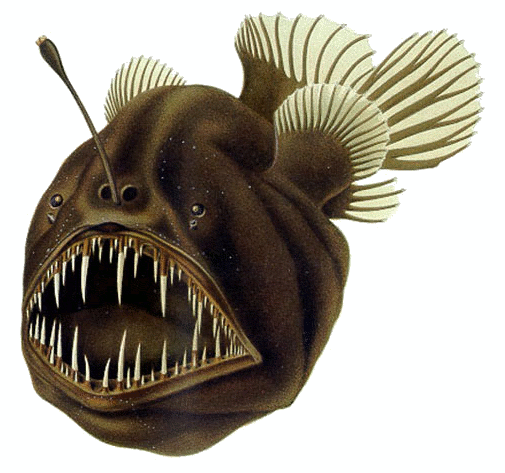
Illusztráció a púpos horgászhalról
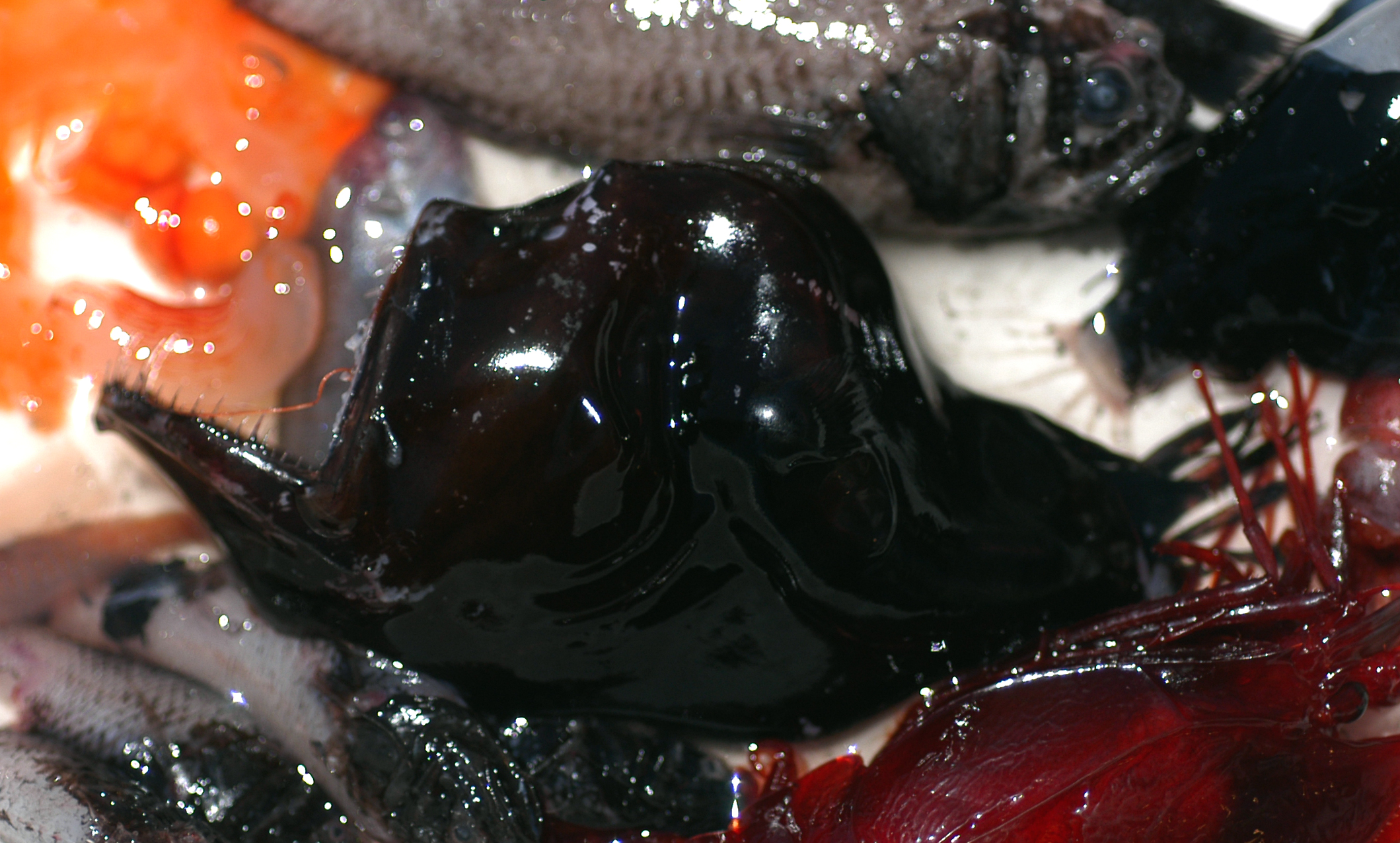
mélytengeri társai között